# Mszynskaja (stacja kolejowa)
Mszynskaja (ros. Мшинская) – stacja kolejowa w miejscowości Mszynskaja, w rejonie łużskim, w obwodzie leningradzkim, w Rosji. Położona jest na linii dawnej Kolei Warszawsko-Petersburskiej.

## Historia
Stacja powstała w 1857 pomiędzy stacjami Prieobrażenskaja i Diwienskaja.